# OpenSeaMap
OpenSeaMap – die freie Seekarte  ist ein freies Projekt, das für jeden frei nutzbare nautische Information und Geodaten sammelt. Mit Hilfe dieser Daten wird eine weltweite Seekarte erstellt. Die Karte ist über die Website von OpenSeaMap zugänglich und wird auch zum Herunterladen zur Nutzung als elektronische Seekarte für Offline-Anwendungen angeboten.
Das Projekt ist Teil von OpenStreetMap. OpenSeaMap verwendet dieselbe Datenbank und ergänzt die Geodaten mit nautischer Information. Diese Daten dürfen gemäß der Open Database License frei verwendet werden. Dadurch ist eine Einbindung in Druckerzeugnisse, Webseiten und Anwendungen wie Navigationssoftware möglich, ohne durch restriktive Lizenzen beschränkt zu sein oder Entgelte zahlen zu müssen. Die Nennung von OpenSeaMap als Datenquelle ist zur Datennutzung erforderlich.

## Geschichte
Die Idee zum Projekt entstand auf einer Entwicklerkonferenz von OpenStreetMap im Herbst 2008 im Linux-Hotel in Essen. Nautiker und Programmierer beschlossen, sich im Rahmen von OpenStreetMap gezielt um die Meere und Binnengewässer zu kümmern. Das Projekt war schon zu Beginn weltweit und mehrsprachig angelegt. Nachdem 2009 die strukturellen Voraussetzungen geschaffen wurden, konnte am Musterhafen Warnemünde beispielhaft gezeigt werden, wie die Seekarte aussehen kann. Seit Herbst 2009 steht ein eigener Server zur Verfügung und das Projekt nutzt verschiedene Kooperationen zu weiteren freien Projekten und anderen Organisationen.
Im November 2009 wurde das Projekt in der technischen Seglerzeitung Palstek beschrieben, im Dezember in der Yacht. Im Januar 2010 war das Projekt auf der Wassersport-Messe boot nach Düsseldorf eingeladen, und hat sich dort erstmals einem großen Fachpublikum präsentiert. 2011 wurde das Projekt auf der INTERGEO einem internationalen Geodäsie-Fachpublikum vorgestellt. 2012 wiederum auf der boot. 2013 war OpenSeaMap auf dem internationalen Hydrographentag eingeladen und publizierte in Hydro International und in Hydrographische Nachrichten. 2014 ist das Projekt wieder auf der boot. Die Entwickler treffen sich zweimal jährlich in Nürnberg zu einer mehrtägigen Entwicklerkonferenz.

## Inhalte der Seekarte

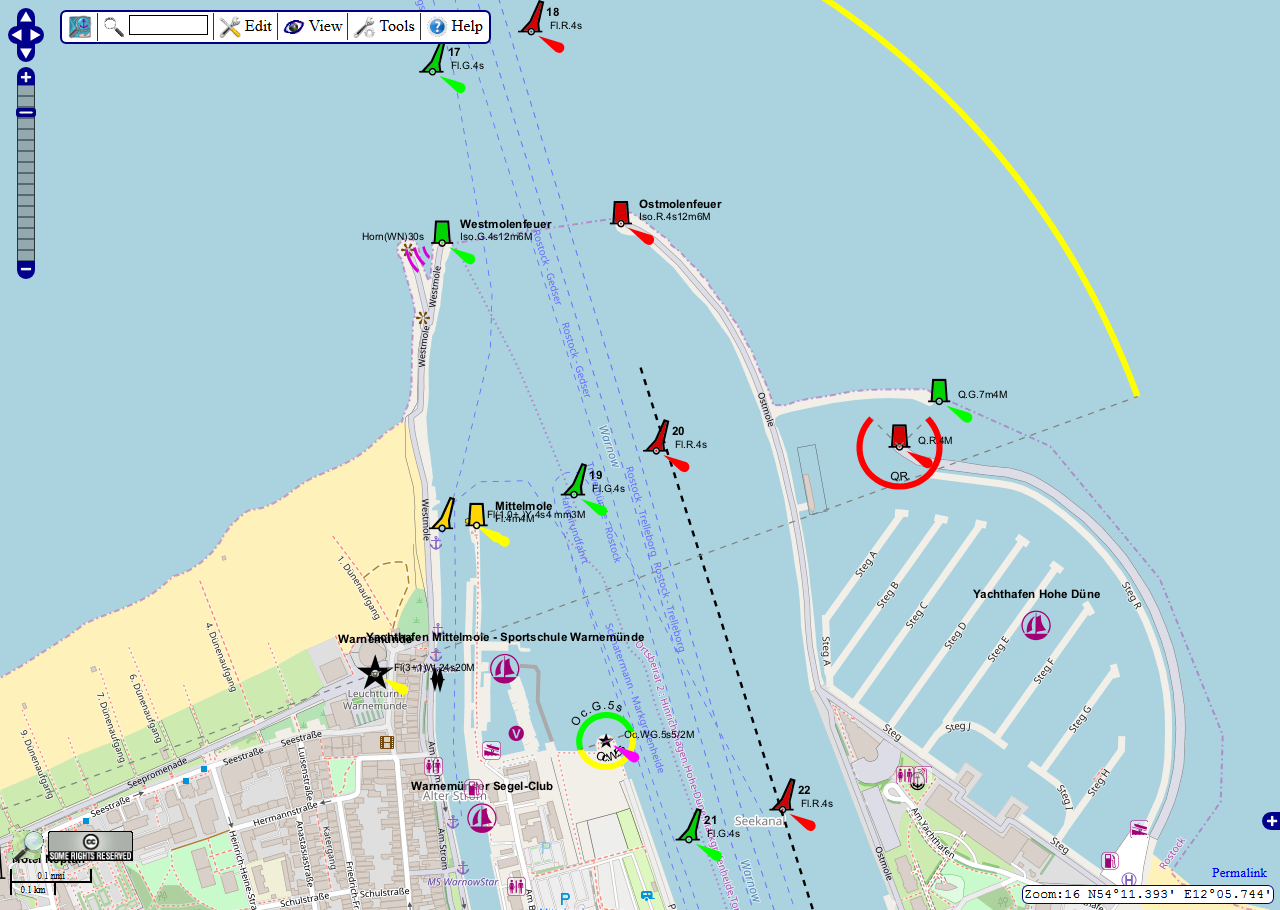
OpenSeaMap von Warnemünde

Angezeigt werden Leuchtfeuer, Fahrwassertonnen, Untiefentonnen und andere Seezeichen. In den Häfen werden die Hafenanlagen kartografiert (Hafenmauer, Pier, Stege, Anlegestellen, Tankstelle, Ladekräne, Zufahrtswege, Bahnlinien, Fährlinien), ebenso Behörden, Werften und Reparaturwerkstätten sowie Sanitär- und Versorgungsanlagen. Die nautischen Attribute entsprechen der internationalen Norm IHO-S-57.
Die Daten werden in mehreren Ebenen mit OpenLayers auf der Basiskarte von OpenStreetMap dargestellt. Die Basiskarte enthält alle in OpenStreetMap möglichen Objekte. Darüber liegen als Layer Seezeichen, Häfen, Wetterkarte, Küsten- und Binnenpegel, temporäre Regattaereignisse, sowie Meerestiefen auf der Basis eines bathymetrischen Modells zur Beschreibung des Meeresgrundes.
Seit 2013/14 werden Wassertiefen im Flachwasserbereich erfasst und der Erfassungsgrad angezeigt.

## Anwendungsmöglichkeiten
Die Karte dient zur Planung von Segeltörns und Schiffsreisen. Unterwegs dient sie dem Urlauber zur Orientierung oder als Urlaubstagebuch. Sie ist nicht dazu gedacht, amtliche Seekarten zu ersetzen.

### Online-Karte
Über die Website von OpenSeaMap.org ist die Karte von jedem Computer mit Internetverbindung aus abrufbar. Diese Karte ist tagesaktuell.
Die Karte kann auch in eine Website eingebaut und individuell durch weitere Geo-Daten ergänzt werden, beispielsweise um Positionsdaten von Schiffen anzuzeigen, Charter-Reviere und -Stationen, Service-Stützpunkte oder die Route des Vereinsschiffes. Dabei ist die Karte weltweit verschiebbar und der Maßstab wählbar.

### Offline-Karte
Die Karte kann auch auf einen Datenspeicher geladen und auf jedem PC auch ohne Internetverbindung benutzt werden. Über einen Karteninstaller kann die Karte auch auf GPS-Geräten von Garmin und von Lowrance verwendet werden. Auch die Verwendung auf PNA und PDA ist möglich. Die Offline-Karte wird regelmäßig erneuert, meist wöchentlich.

### App für Android und iOS
Die kostenlose App für OpenSeaMap funktioniert mit allen Android- und iOS-Geräten. Die aktuelle Position wird auf der Karte angezeigt. Einmal geladene Karten werden auf dem Gerät dauerhaft gespeichert und können so auch ohne Internetverbindung verwendet werden. Mit Internetverbindung wird jedes Mal geprüft, ob es eine neue Version der Karte gibt. Die Orts-Suche von Apple findet den passenden Kartenausschnitt. Die App funktioniert weltweit.

### Navigation
Mit speziellen Navigationsprogrammen ist es möglich, direkt auf der Karte über einen angeschlossenen GPS-Empfänger die aktuelle Position anzuzeigen und die Schiffsbewegung zu verfolgen. Über eine NMEA-Schnittstelle kann auch ein Autopilot betrieben und damit das Schiff gesteuert werden. Auch die Anzeige von AIS-Signalen ist möglich. Geeignete Navigationsprogramme aus dem Open-Source-Bereich sind SeaClear (Windows) und OpenCPN (Windows, Linux, MacOS).
Ein Törn-Planungstool ermöglicht genaue Kursbestimmung und Distanzmessung, für Kurzdistanzen loxodrom und für die Großkreisnavigation auch orthodrom. Damit können auch Wegpunktlisten erstellt und exportiert werden.

## Internationalität
Die Website ist in sechs Sprachen übersetzt: Deutsch, Englisch, Französisch, Italienisch, Spanisch und Russisch. Die Werkzeuge und die Legenden sind mit einer deutschen, englischen und französischen Oberfläche verfügbar. In der Karte werden die Ortsbezeichnungen immer in Landessprache und -schrift geschrieben. Die geografische Abdeckung ist weltweit. Je nach Region und den dort aktiven Kartografen ist der Erfassungsgrad unterschiedlich und wächst täglich.

## Aktualität
Die Daten werden sofort nach der Eingabe gespeichert und sind sofort weltweit verfügbar. Die Daten der Basiskarte sind bereits nach wenigen Minuten in der Karte sichtbar. Neue oder geänderte nautische Daten sind derzeit (2011) nach knapp einer Stunde in der Karte sichtbar. Wetterkarten werden dreimal täglich aktualisiert. Schiffspositionen und Pegeldaten sind fast in Echtzeit dargestellt.

## Bearbeitungswerkzeuge

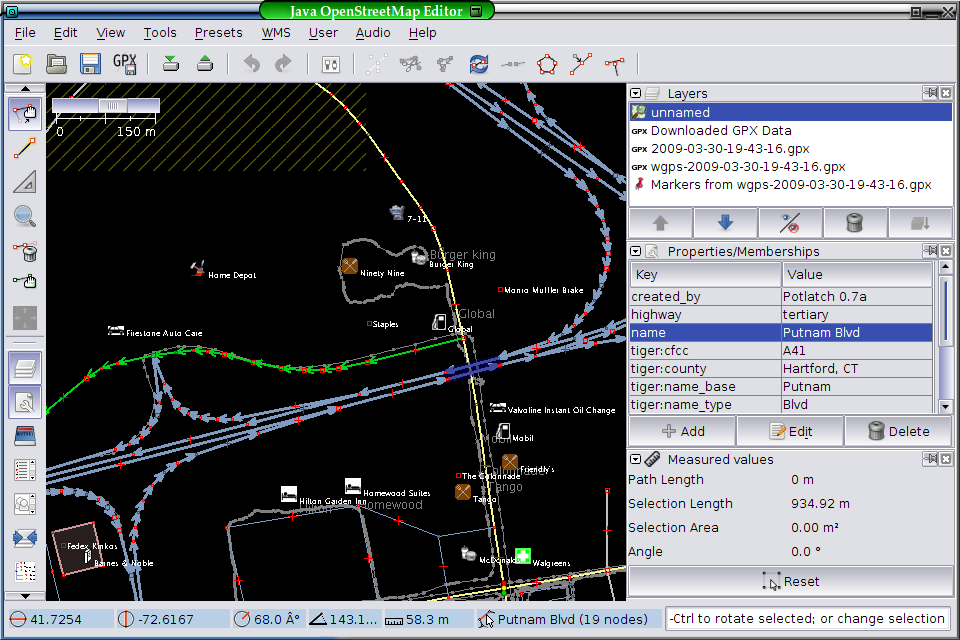
JOSM Editor

JOSM ist der Standardeditor für OpenStreetMap. Er wurde für die nautische Anwendung um spezielle Fähigkeiten erweitert (Plug-in). Er ist in Java geschrieben und läuft auf verschiedenen Desktop-Plattformen. Der Offline-Editor kann direkt aus der Karte aufgerufen werden.
Zum Bearbeiten muss man sich mit einer verifizierten E-Mail-Adresse anmelden. Die Anmeldung ist kostenlos und soll durch persönliche Verantwortung helfen, eine hohe Datenqualität zu erzeugen. Der Lesezugriff ist ohne Anmeldung möglich.
Als Rohdaten werden üblicherweise auf dem lokalen Rechner liegende oder auf den Server geladene GPS-Tracks verwendet. Diese werden vom Editier-Werkzeug gegebenenfalls zusammen mit frei verfügbaren Satelliten- oder Luftbildern angezeigt. Auf Basis dieser angezeigten Daten kann nun der Benutzer Punkte, Linien und Flächen erstellen, die die Objekte der Realität kartografisch abbilden. Diesen Punkten und Linien können Attribute zugewiesen werden, die die Objekte und ihre Eigenschaften beschreiben. Die Editoren sind so aufgebaut, dass nur zulässige Kombinationen eingegeben werden können.
Weitere Programme können über die XML-RPC-Schnittstelle auf die Daten auf dem OpenSeaMap-Server lesend und schreibend zugreifen.

## Hafenhandbuch
Auf der Karte sind weltweit Häfen, Marinas und Ankerplätze eingezeichnet. Über ein Pop-up sind diese mit einem Hafenhandbuch verlinkt, in dem detaillierte Hafeninformationen abgerufen werden können. Dieses Hafenhandbuch ist als Wiki aufgebaut und wird von den Benutzern gestaltet. Kooperationspartner ist das freie Wikiprojekt „SkipperGuide“. 5000 Häfen sind so weltweit erreichbar, davon sind 600 Marinas detailliert beschrieben.

## Wetterinformation

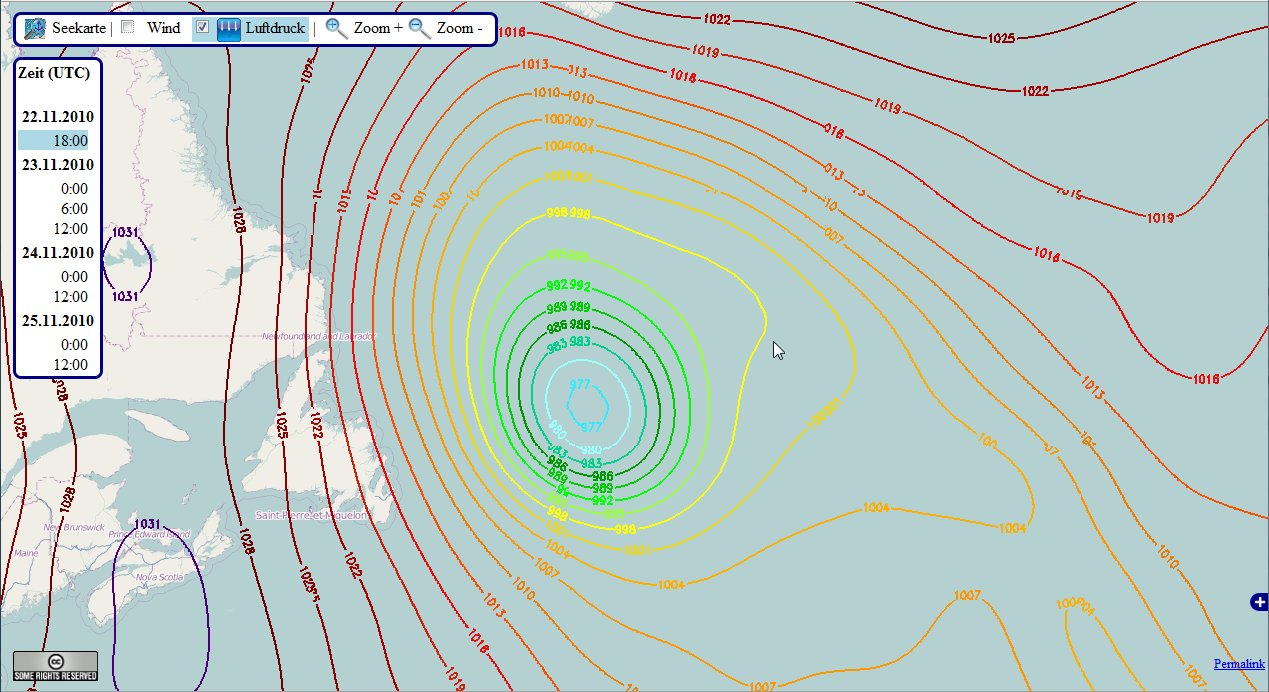
Wetterkarte mit Vorhersage

Weltweit werden auf Wetterkarten verschiedene Wetterdaten angezeigt: Windkarte, Luftdruckkarte (Isobarenkarte) etc., jeweils mit zwei- bis dreimal täglichen Aktualisierungen und mit einer Vorhersage bis drei Tage.
Zu jedem Hafen gibt es ein Meteogramm mit detaillierten Windprognosen und Wetterinformationen über einen Vorhersagezeitraum von acht Tagen. Zur Verfügung stehen die Wetterdaten für Windrichtung, Windstärke, Lufttemperatur, Luftdruck, relative Luftfeuchtigkeit, Bewölkung, Niederschlag. Aus diesen weltweit verfügbaren Daten kann der Kundige das zu erwartende Seewetter bestimmen.

## Meerestiefen

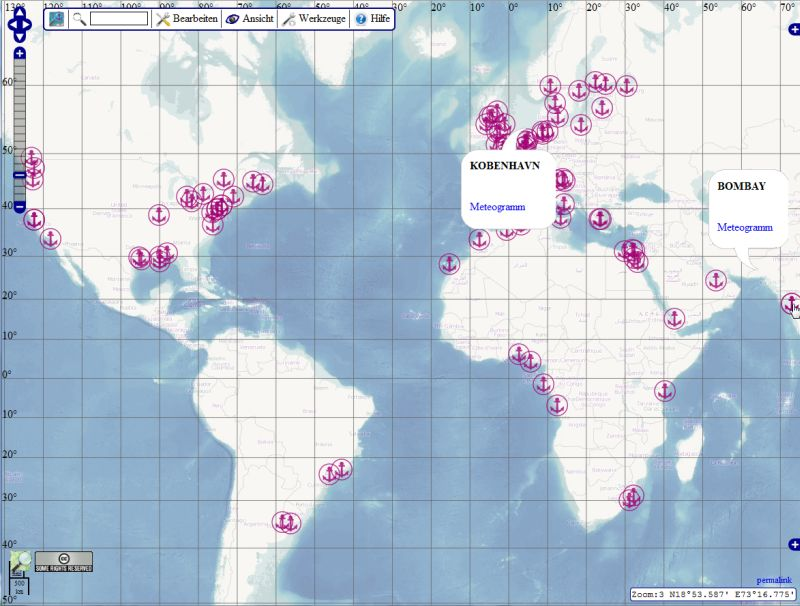
Batymetrische Daten

Weltweit werden die Meerestiefen zwischen 25 und 10.000 m in einer 26-stufigen Blauskala angezeigt. Gräben und Rücken sind gut zu erkennen. In größeren Maßstäben werden zusätzlich beschriftete Tiefenlinien angezeigt. Die aufbereiteten Daten stammen aus dem GEBCO 2021 Datensatz.
Entsprechend zu den Tiefen werden durch Höhenlinien und Schattierung auch Geländehöhen angezeigt. Die Höhendaten stammen aus dem Projekt ASTER von METI und NASA.

## Wassertiefen per Crowdsourcing
Weltweit werden Flachwassertiefen durch CrowdSourcing erfasst. Segler, Motorbootfahrer, Berufsschiffe, Taucher, Fischer erfassen mit Echolot und GPS Tiefen zwischen 0 und 100 m. Taucher arbeiten mit Tauchcomputern. Zur Aufzeichnung der Daten dient ein selbst entwickelter Datenlogger. Vermessen werden Küstengewässer, Seen und Flüsse. Aus den gesammelten Massendaten soll ein Geländemodell erstellt und daraus Tiefenlinien abgeleitet werden. Hochgeladene Tracks werden auf der Karte dargestellt. In der IHO wird diskutiert, wie Crowdsourcing die systematische meist amtliche Vermessung des Meeresgrundes unterstützen und ergänzen kann.

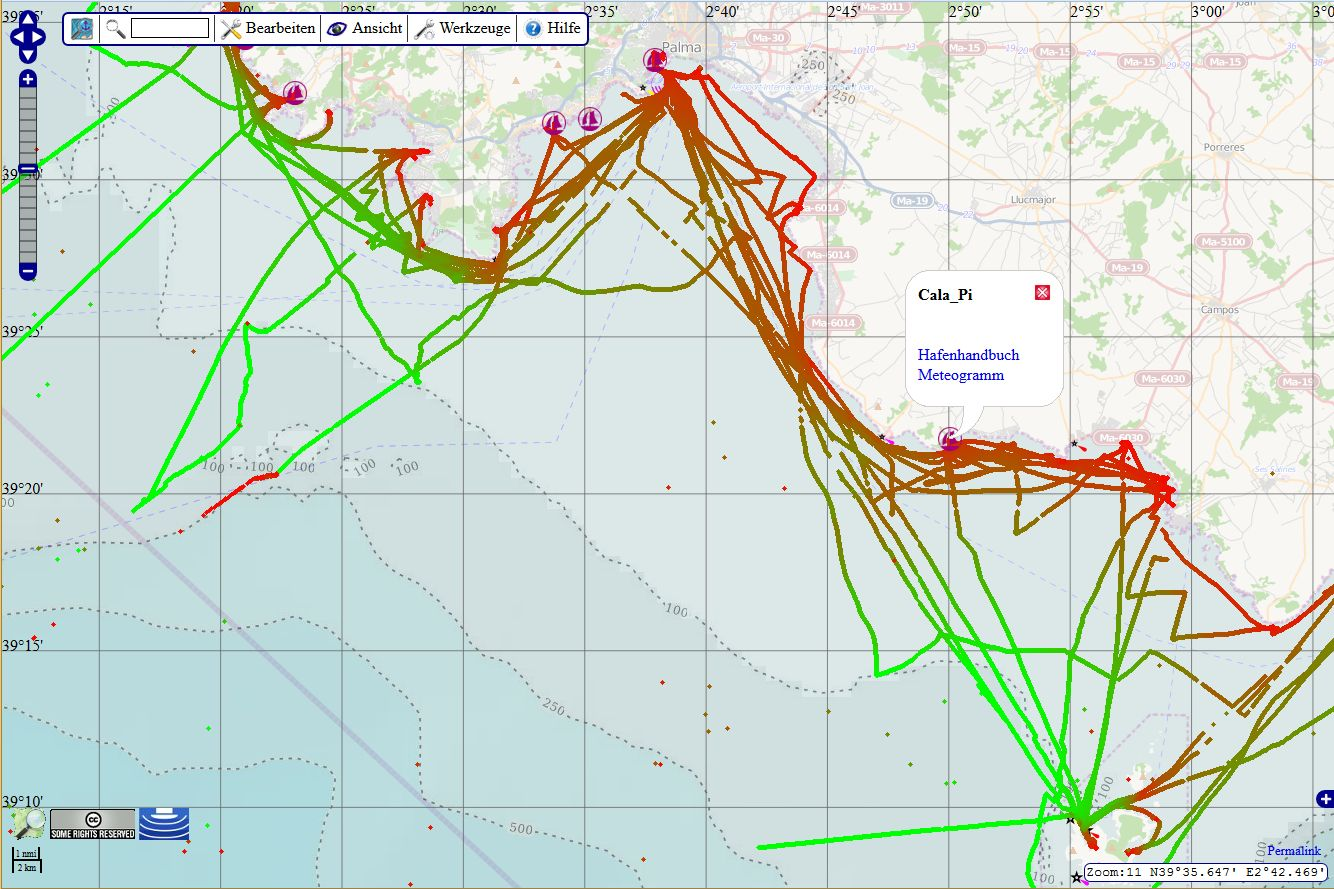
Tiefen-Tracks bei Palma
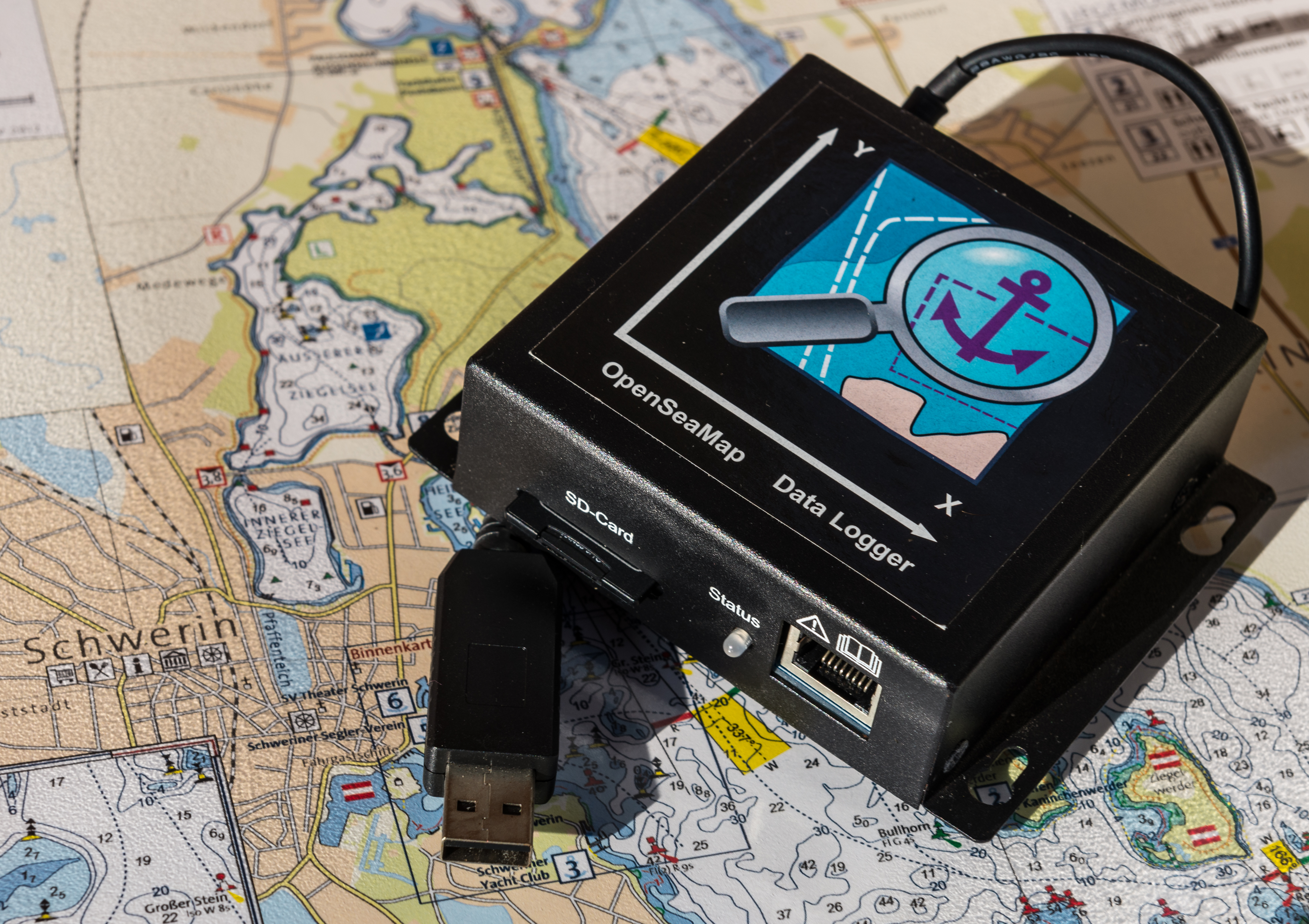
OpenSeaMap Data Logger

## Wikipedia-Artikel auf Karte
Mit „Ansicht Wikipedia-Links“ werden auf der Karte alle georeferenzierten Wikipedia-Artikel als Icon angezeigt. Derzeit sind 3,2 Mio. Artikel georeferenziert, in 272 Sprachen, davon 433.000 in Deutsch und 920.000 in Englisch (Dezember 2013). Mit Mouseover öffnet sich ein Pop-up mit Titel des Artikels und einem informativen Bild. Per Klick landet man direkt im entsprechenden Wikipedia-Artikel.

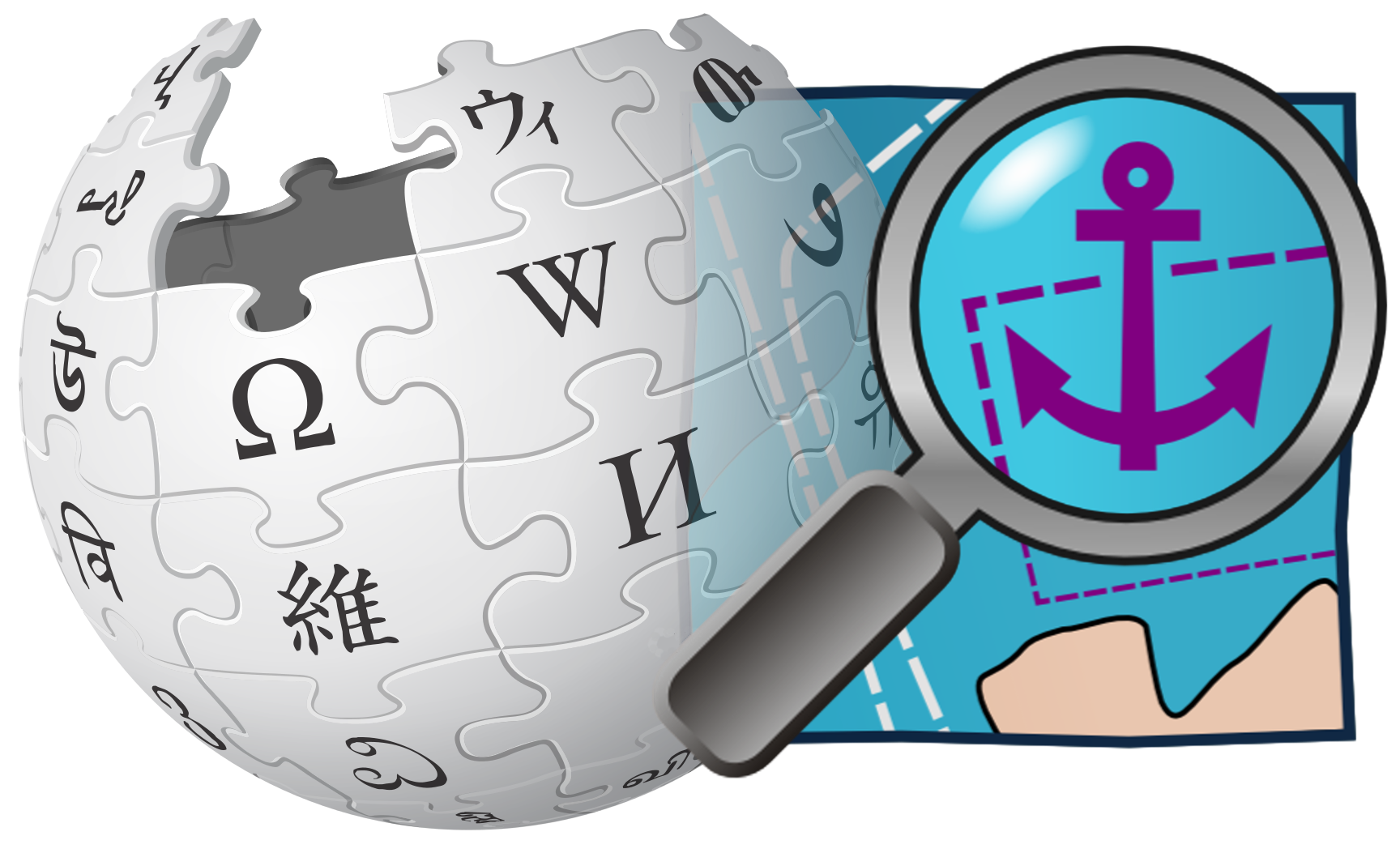
Icon für die Synergie zwischen OpenSeaMap und Wikipedia
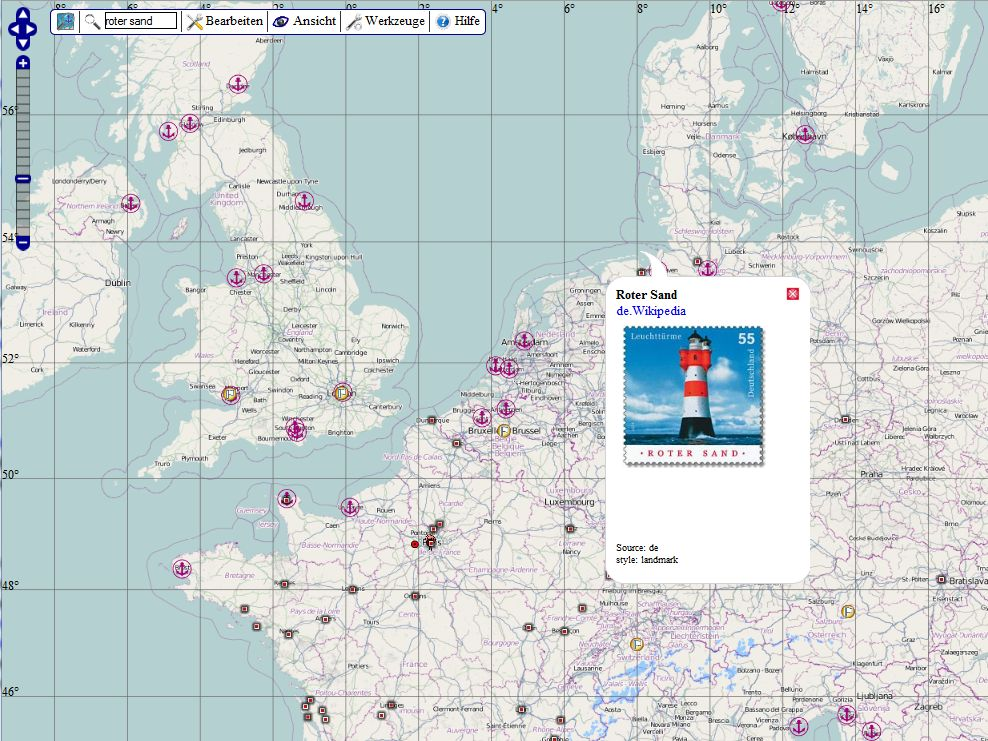
OpenSeaMap und Wikipedia

## Luftbilder
Wahlweise können die nautischen Informationen auf Luftbildern von Bing oder auf der Basiskarte von OpenStreetMap dargestellt werden. Die Luftbilder stehen weltweit auch zum Abdigitalisieren von Geo-Informationen zur Verfügung, teilweise in hoher Auflösung.

## Kajak-Karte, Taucher-Karte

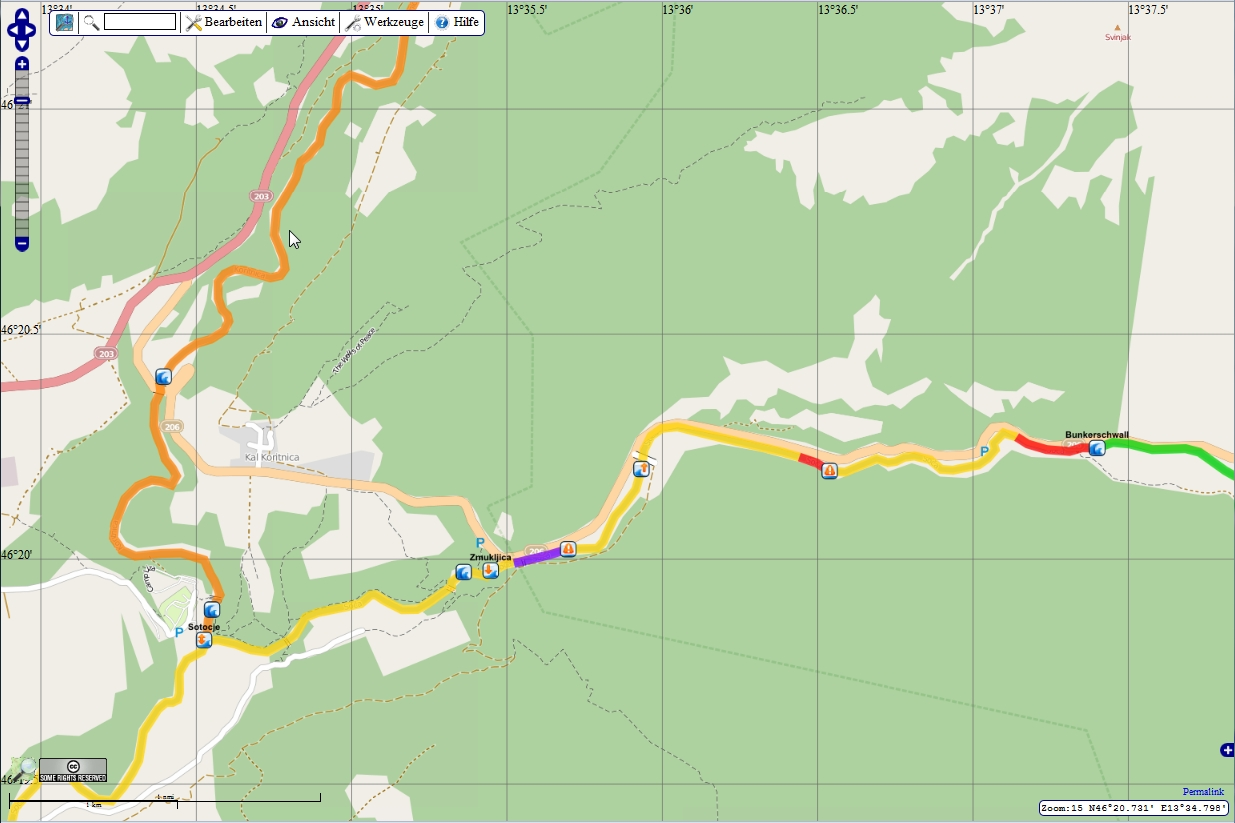
Kajak-Karte

Für Kajakfahrer zeigt der Layer „Sport“ alle Flüsse der Welt. Kajakstrecken sind entsprechend ihres Schwierigkeitsgrades farblich hervorgehoben. Ein- und Ausstiegsstellen sind markiert, ebenso Hindernisse und Umtrage-Stellen. In Deutschland werden im Layer „Pegel“ auch die Flusspegel mit aktuellem Wasserstand angezeigt.
Für Taucher zeigt der Layer „Sport“ interessante Tauchplätze, Flaschen-Füllstationen, Tauch-Shops und Geräteverleih.

## Vektorkarte für Garmin-Plotter

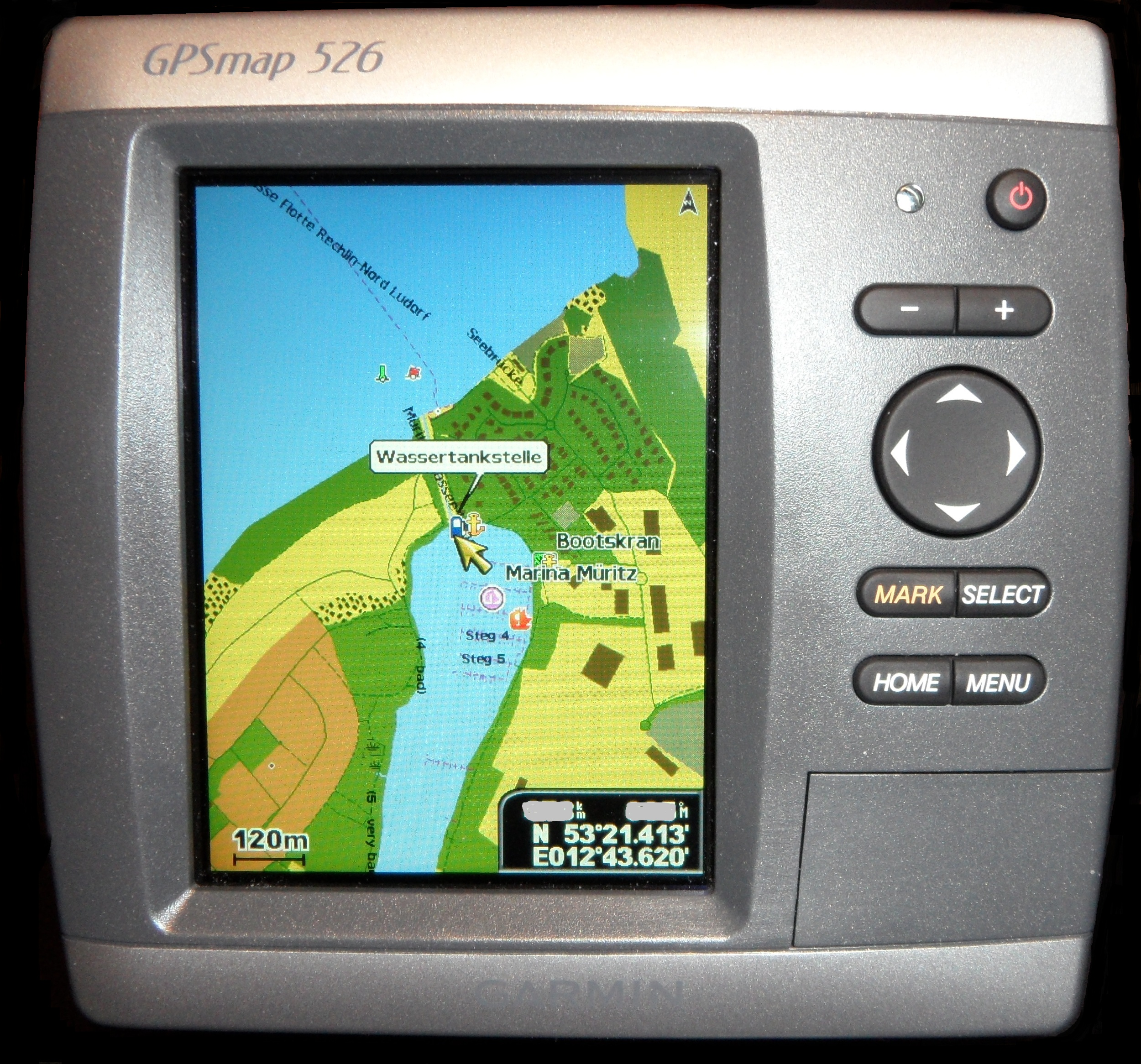
OpenSeaMap auf Garmin GPSmap 526

Besitzer von Seekartenplottern von Garmin können eine speziell für diese Geräte erstellte Karte nutzen. Das Vektorformat erlaubt, ganz Europa auf einer Speicherkarte von 4 GB abzubilden (Nordsee, Ostsee, norwegische Küste, Kanal, Großbritannien, Biskaya, portugiesische Küste, Mittelmeer, Schwarzes Meer). Die europäischen Binnengewässer sind ebenfalls enthalten. Garmin-Karten gibt es weltweit. Diese Karten funktionieren auch auf Handgeräten, die den „Marine-Modus“ beherrschen.